# شمسي البغدادي
شمسي البغدادي هو شمس الدين بن عبد الملك البغدادي، كان شاعراً له ديوان شعر (ديوان شمسي البغدادي)، كان حياً سنة 975 ه‍،  وهو والد المؤرخ والشاعر عهدي البغدادي الذي قال عن والده: انه من أهل العلم وكان مشغول ليل نهار بالمطالعة للكتب المتداولة... واختار القناعة فاعتزل الخلق، وصار يدعو للسلطان (السلطان سليمان القانوني العثماني) بالعز والرفعة ونظم باسم السلطان ثلاثة دواوين على بحر المثنوي. وكل منها مقبول لدى فصحاء العصر، وفاق به فحول الشعراء، وله قصائد في نعت الرسول والأئمة الكرام. وله ديوان في الغزل معتبر عند أصحاب العرفان. وكان ممن ملك أزمة البلاغة فانقاد له البيان. وصار يعد في مقدمة الأدباء الأفذاذ. وأورد له بعض المقطعوعات الشعرية بالفارسية والتركية. ويقول عباس العزاوي: قد رأيت له ديواناً باللغة الفارسية في مكتبة كوبرلي قسم الأدبيات رقم 294 سماه (منظر الأبرار) في مجلد واحد، بين فيه أنه مغرم بالآداب الصوفية وعاشق لها... ويرى انه تخرج ممن تخرج بنظامي وسار على آدابه...وفيه مقالات يتخللها حكايات عن الصالحين وغيرهم، وفيها ما يتعلق ببغداد. وفي خاتمته يذكر اسمه.. وهو بخط ابنه عهدي البغدادي كتبه في جمادي الأولى سنة 975 ه‍، والكتاب من موقوفات الحاج أحمد ابن الوزير الأعظم نعمان وقد نسب لعهدي غلطاً. وعلى كل مواضيعه تنبئ عن قيمة الرجل ودرجة علمه في إيراده الحكايات عن بغداد وأمرائها وغيرهم... وخط عهدي تعليق جميل ويعد بهذا خطاطاً ولم يشر إلى ان والده قد توفي فالظاهر أنه حي إلى ذلك العهد.

## أولاد شمسي
1. عهدي ابنه.
2. رضائي ابنه الكبير.
3. مرادي ابنه الصغير.

وهم من الشعراء ولهم بعض المختارات.

## أقربائه
1. رندي البغدادي ابن أخي شمسي. ونظمه مقبول.
2. عبد الملك البغدادي أبو شمسي.
3. محمد بن عبد الملك المذكور.وهو أخو شمسي وأخذ العلم من شمسي.[3]

وعلى كل ان شمسي البغدادي هو والد عهدي. وهذا صهر نظمي البغدادي.